# Климатическая камера

Вид климатической камеры

Климатическая камера (англ. climate chamber) — камера, позволяющая точно моделировать агрессивное воздействие окружающей среды и применяемая в научно-исследовательских учреждениях, разрабатывающих оборудование для машиностроения, а также оборонной и авиационной промышленности, предполагает наличие высокоточного измерительного прибора для контроля влажности и температуры воздуха.

## Типовое устройство камеры

### Конструкция
Конструктивно в климатической камере можно выделить 4 части: рабочий объём, щит автоматического управления, холодильный агрегат и парогенератор.
Рабочий объём выполнен в виде шкафа с размещёнными внутри теплообменниками для обеспечения режимов испытаний. Рабочий объём снабжён распашной дверью со смотровым окном и системой защиты от обмерзания. Для предотвращения попадания атмосферной влаги в рабочий объём камеры следует максимально ограничить продолжительность открытия двери при работающих холодильных агрегатах.
Корпус камеры, как правило, устанавливается на жёсткую колёсную раму из стального профиля. Для предотвращения самопроизвольного перемещения камеры во время работы на колёсах имеются тормозные колодки. Камеры объёмом более 500 литров устанавливаются стационарно.
Холодильный агрегат выполняется на съёмной монтажной плите, находящейся внутри рамы. Снаружи агрегат закрыт кожухами, обеспечивающими свободный доступ воздуха для охлаждения устройств холодильной машины.
На боковой стенке рабочего объёма устанавливается щит автоматического управления, в котором располагается основное электрооборудование и элементы автоматики. Органы управления находятся на верхней панели камеры, как правило, над дверью рабочего объёма.

Типовое устройство климатической камерой
Холодильный агрегат
Рабочий объём
Щит автоматического управления
Пульт управления с сенсорным экраном

### Общие сведения о работе каскадных холодильных машин[1]
Для получения температур ниже −50 °С обычно применяют каскадные холодильные машины. В каскадных холодильных машинах используется два рабочих вещества. Одно из них — рабочее вещество высокого давления (низкотемпературное рабочее вещество). Это связано с тем, что теоретический объём компрессора, работающего при низком давлении, значительно больше, чем у компрессора, работающего при более высоком давлении. Это ведёт к росту капитальных затрат, повышает мощность трения компрессора. Кроме того, при понижении давления всасывания газодинамические потери в клапанах становятся соизмеримы с работой сжатия компрессора. Это также ухудшает энергетическую эффективность холодильной машины. Одним из методов снижения объёма компрессоров низкой ступени, снижения мощности привода компрессоров является использование рабочих веществ высокого давления, таких, как хладон R23, этан и др.
Однако при высокой температуре окружающей среды давление конденсации у таких рабочих веществ чрезмерно высоко и использование их в циклах двухступенчатых или трёхступенчатых холодильных машин затруднительно, Поэтому такие рабочие вещества применяют только в каскадных холодильных машинах.
Схема и цикл такой холодильной машины показаны на Рис. 1. Машина состоит из двух одноступенчатых машин, называемых нижней и верхней ветвью каскада. В нижней ветви каскада используется рабочее вещество высокого давления, которое, получая теплоту в испарителе VII от источника низкой температуры, кипит (процесс 4—1), пар сжимается в компрессоре 1 (процесс 1—2), охлаждается и конденсируется в конденсаторе-испарителе V (процесс 2—3), а затем дросселируется в дроссельном вентиле VI (процесс 3—4). Теплота конденсации рабочего вещества нижней ветви каскада отбирается рабочим веществом холодильной машины верхней ветви каскада — как правило, это рабочее вещество среднего давления, которое кипит в конденсаторе-испарителе. Пар рабочего вещества верхней ветви каскада сжимается компрессором II (процесс 5—6), затем рабочее вещество верхней ветви каскада направляется в конденсатор III (процесс 6—7), дросселируется в дроссельном вентиле IV (процесс 7—8) и поступает в конденсатор-испаритель. Таким образом, рабочее вещество в машине нижней ветви каскада совершает цикл 1—2—3—4, а в машине верхней ветви каскада — цикл 5—6—7—8, и эти машины объединяются конденсатором-испарителем.
Как правило, рабочим веществом нижней ветви каскада является R23, поэтому во время стоянки машины, когда температура всех её частей сравняется с температурой окружающей среды, значительно повышается давление во всех элементах машины. Для предотвращения от чрезмерного повышения давления в холодильной машине нижней ветви каскада к системе подключают расширительный сосуд VIII, рассчитанный так, чтобы при остановке машины давление во всех элементах машины не превышало расчётного предельного значения.
В действительных циклах каскадные машины, чаще всего выгоднее двухступенчатых (иногда и трёхступенчатых). Это объясняется следующими преимуществами работы с рабочими веществами высокого давления:
- теоретический объём компрессора каскадной машины меньше, чем двухступенчатой из-за меньших удельных объёмов всасываемого пара;
- при больших значениях давления всасывания относительные потери мощности в клапанах значительно меньше;
- так как теоретический объём компрессора нижней ветви каскада меньше, чем компрессора нижней ступени, то мощность трения компрессоров каскадной машины меньше, чем двухступенчатой;
- отношение давлений для одинаковых диапазонов температур у рабочих веществ каскадных машин меньше, так как абсолютные значения давлений у каскадных машин больше, а отношение давлений меньше, то энергетические и объёмные коэффициенты компрессора нижней ветви каскада каскадной холодильной машины выше, чем компрессора нижней ступени двухступенчатой холодильной машины.

При использовании рабочих веществ высокого давления в каскадной холодильной машине можно получать более низкие температуры, чем в двухступенчатой схеме.

## Общие сведения о влажном воздухе и его свойствах[2]
В климатической камере воздух подвергается различным видам обработки, при которых существенно меняются его тепловые и влажностные состояния.
Атмосферный воздух состоит из сухой части (азота, кислорода, инертных газов) и водяных паров. Причём, если содержание газов в сухой части воздуха относительно стабильно, то количество водяных паров изменяется в широких пределах и зависит от времени года и местных климатических условий.
При обработке в климатических камерах влажного воздуха изменяется количество водяных паров, содержащихся в воздухе, содержание же сухого воздуха остаётся постоянным. Поэтому при расчётах процессов, связанных с увлажнением и осушкой воздуха, пользуются единицей измерения влажности, которая выражает отношение переменного количества водяных паров к неизменной массе сухого воздуха. Такой единицей измерения является влагосодержание d (кг/кг), показывающее количество водяных паров в 1 кг сухого воздуха.
Численные значения d обычно являются малой величиной, поэтому в практических расчётах удобнее пользоваться влагосодержанием в г влаги на 1 кг сухой части влажного воздуха. Степень насыщения воздуха водяными парами показывает физическая величина, называемая относительной влажностью Относительная влажность W(φ)(в %). С достаточной точностью относительная влажность воздуха может быть вычислена как отношение влагосодержания при данном состоянии (d) к влагосодержанию при полном насыщении (dt) при тех же значениях температуры и давления:
{\displaystyle \varphi ={\frac {100d}{d_{t}}}},%.
В расчётах тепловлажностного состояния влажного воздуха существует ещё одно важное понятие, связанное с его физическим состоянием, — это теплосодержание, так называемая энтальпия I (кДж/кг или в ккал/кг при ведении графоаналитических расчётов).
Энтальпия влажного воздуха представляет собой количество теплоты, необходимое для нагревания от 0 °C до данной температуры такого количества влажного воздуха, сухая часть которого имеет массу 1 кг.
Энтальпия влажного воздуха складывается из энтальпий сухой его части и энтальпии водяных паров.
В результате конвективного теплообмена сухой части воздуха передаётся (или от него отводится) теплота, температура воздуха повышается или понижается и, соответственно, увеличивается или уменьшается его энтальпия.
При поступлении водяного пара от внешних источников в воздух передаётся теплота парообразования и энтальпия воздуха возрастает. Изменение энтальпии водяного пара в этом случае происходит за счёт увеличения его массы. Температура воздуха при этом остаётся неизменной.

### Диаграмма I-d влажного воздуха
Расчёт изменения состояния атмосферного воздуха требует выполнения сложных вычислений. Более простым и удобным является расчёт с помощью психрометрической диаграммы, иначе называемой I-d диаграммой (Рис. 2).
В координатах I-d наносят зависимости основных параметров влажного воздуха: температуры, влагосодержания, относительной влажности, энтальпии при заданном барометрическом давлении по оси ординат откладывают энтальпию на 1 кг сухого воздуха (ккал/кг), а по оси абсцисс — влагосодержание воздуха (в г на 1 кг сухого воздуха).
I-d — диаграмма построена в косоугольной системе координат с углом между осями 150 (120 °C). Такая система позволяет расширить на диаграмме область ненасыщенного влажного воздуха, что делает её удобной для графических построений.
Линии постоянной энтальпии (I=const) проходят под углом 150 ° к ординатам, а линии постоянного влагосодержания (d=const) располагаются параллельно оси ординат.
На полученной таким образом сетке, состоящей из параллелограммов, строят линии изотерм t=const и линии постоянных относительных влажностей φ=const.
Изотермы представляют собой прямые линии, причём изотермы не параллельны между собой, так как угол их наклона к горизонтальной оси различен. При низких температурах непараллельность изотерм почти незаметна. Приведённые на диаграмме линии температур соответствуют значениям по сухому термометру.
Кривую с относительной влажностью φ = 100% строят по данным таблиц насыщенного воздуха. Область диаграммы выше этой кривой относится к области ненасыщенного влажного воздуха, а область диаграммы ниже кривой насыщения характеризует состояние перенасыщения влажного воздуха. В этой области насыщенный воздух содержит влагу в жидкой или твёрдой фазе (туман). Так как эта часть диаграммы не представляет интереса при расчётах, связанных с влажным воздухом, её не строят.
Каждая точка на поле диаграммы соответствует определённому состоянию воздуха. Положение точки определяется любыми двумя из четырёх (I, d, t, φ) параметрами состояния.

### Процессы паровлажностной обработки влажного воздуха в I-d диаграмме
Рассмотрим характерные тепловлажностные состояния воздуха.
Когда состояние влажного воздуха характеризуется точкой А (Рис. 3), лежащей выше кривой φ=100%, водяной пар в воздухе находится в перегретом состоянии. Если состояние влажного воздуха характеризуется точкой А, (на кривой насыщения φ=100%), то водяной пар в воздухе находится в насыщенном состоянии.
И наконец, если заданная точка А2 лежит ниже кривой насыщения, то температура влажного воздуха ниже температуры насыщения и в воздухе находится влажный пар, то есть смесь сухого насыщенного пара и капелек воды.
В проектной практике I-d диаграмму используют не только для определения параметров состояния воздуха, но и для построения изменения его состоянии при нагревании, охлаждении, увлажнении, осушении, смешении, при произвольной последовательности и сочетании этих процессов. На I-d — диаграмме могут быть построены ещё два параметра, которые широко используются при расчётах вентиляции и кондиционирования воздуха, — температура точки росы (Точка росы)tδ и температура мокрого термометра ti.
Температурой точки росы воздуха называется температура, до которой нужно охладить ненасыщенный воздух, чтобы он стал насыщенным при сохранении постоянного влагосодержания. Для определения температуры точки росы необходимо на поле I-d — диаграммы из точки, характеризующей заданное состояние влажного воздуха, провести прямую, параллельную оси ординат, до пересечения с кривой φ=100%. Изотерма (линия t=const), пересекающая в этой точке кривую насыщении (φ=100%), будет характеризовать температуру точки росы tδ.
Температурой мокрого термометра ti является такая температура, которую принимает влажный воздух при достижении насыщенного состояния и сохранения постоянной энтальпии воздуха, равной начальной. Для определения температуры мокрого термометра необходимо на поле I-d — диаграммы через точку, соответствующую состоянию влажного воздуха, провести линию I=const до пересечения с кривой φ=100%. Изотерма, проходящая через точку пресечения, соответствует значению температуры воздуха по мокрому термометру.
Процессы изменения термовлажностного состояния воздуха в климатической камере происходят постоянно. Воздух подвергается нагреванию, охлаждению, увлажнению, осушке. Процессы, связанные с обработкой воздуха могут быть изображены на I-d диаграмме.
Процессы перехода воздуха из одного состояния в другое на поле I-d — диаграммы изображаются прямыми линиями (лучами), проходящими через точки, соответствующие начальному и конечному состоянию влажного воздуха.

### Применение I-d диаграммы
Состояние воздуха определяется с помощью любых двух указанных выше параметров, имеющихся на психрометрической диаграмме. Если мы выберем любую температуру по сухому термометру и любую температуру по влажному термометру, то точка пересечения этих линий на диаграмме является точкой, обозначающей состояние воздуха при данных температурах. Состояние воздуха в данной точке обозначено совершенно определённо. Подобным же образом состояние воздуха в любой другой точке на психрометрической диаграмме определяется по температурам сухого и влажного термометров.
Когда на диаграмме найдено определённое состояние воздуха, все остальные параметры воздуха могут быть определены посредством данной диаграммы. Подобным же образом при наличии психрометрической диаграммы достаточно любых двух параметров смеси воздуха и водяного пара для определения состояния воздуха и всех остальных его параметров.

## Принцип работы систем камеры

### Системы поддержания температуры
Типовые камеры предназначены для работы в диапазоне температур от −70 до +100ºС. Возможность работы в таком широком диапазоне температур достигается за счёт применения 3 основных блоков: каскадной холодильной машины (от −5 до −70 ºС), одноступенчатой холодильной машины (от +50 до −5 °С) и электронагревателя, работающего во всем диапазоне температур.
Схематично, рабочий объём представлен на Рис. 4.
Воздух, находящийся в рабочем объёме (1) циркулирует благодаря применению высокоскоростного осевого вентилятора (3), привод которого (2) установлен в щите автоматики камеры.

Рис.4. Схема рабочего объёма климатической камеры

Для охлаждения на температурах от −5 до −70 °С используется испаритель 6 каскадной холодильной машины. Для дросселирования хладагента предусмотрена система капиллярных трубок (7), расположенная непосредственно на холодильном агрегате. С целью регулирования производительности одна из трубок может отключаться соленоидным вентилем.
В случае если холодопроизводительность каскадной машины избыточна, производится её компенсация с помощью ТЭНа (5). ТЭН (трубчатый электронагреватель) работает в режиме широтно-импульсной модуляции по ПИД закону регулирования (см. ПИД-регулятор).
При работе в диапазоне температур от +50 до −5 °С нагрев осуществляется ТЭНом (5), а охлаждение с помощью испарителя (4) одноступенчатой холодильной машины. Для дросселирования хладагента применяется терморегулирующий вентиль (8), автоматически регулирующий подачу хладагента в испаритель в зависимости от температуры на выходе. При этом холодильная машина работает в позиционном режиме, ТЭН работает в режиме широтно-импульсной модуляции по ПИД закону регулирования.
Схема систем компрессорного агрегата представлена на Рис. 5.

Рис.5. Гидравлическая схема холодильных машин климатической камеры

Работа каскадной холодильной машины начинается с включения компрессора верхнего каскада (1). Сжатый компрессором газ поступает в воздушный конденсатор (2), где происходит его превращение в жидкость и передача теплоты окружающей среде. Конденсатор снабжён 2 вентиляторами, один из которых включается в зависимости от давления конденсации верхнего каскада, тем самым, обеспечивая оптимальную работу компрессора. Жидкость из конденсатора дросселируется в терморегулирующем вентиле (3), автоматически регулирующем её количество, подаваемое в конденсатор-испаритель (4). В конденсаторе-испарителе происходит охлаждение теплообменной поверхности, и создаются условия для конденсации газа нижнего каскада. Компрессор нижнего каскада (5) включается по истечении определённого времени, когда в конденсаторе испарителе создаются условия для конденсации газа высокого давления.
Сжатый компрессором газ проходит через секцию предохлаждения, находящуюся в воздушном конденсаторе (2) первого каскада и поступает в конденсатор-испаритель (4). Если условия конденсации недостаточны для входа нижнего каскада в режим и происходит повышение давления выше допустимого, то по сигналу от реле давления открывается перепускной соленоидный клапан (6), перебрасывающий горячий газ с нагнетания на всасывание компрессора. Поскольку установка предназначена для работы в широком диапазоне температур, не исключены режимы в которых будет наблюдаться перегрев компрессора нижнего каскада. Для того, чтобы избежать перегрева на компрессоре установлен датчик температуры, по сигналу от которого открывается соленоидный клапан (7), подающий жидкость через капиллярную трубку (8) на всасывание компрессора. В трубке газ дросселируется и выкипая во всасывающей полости компрессора охлаждает его. Клапан (7) работает в режиме широтно-импульсной модуляции по ПИД закону (см. ПИД-регулятор).
В режиме, когда каскадная машина не работает, давление в схеме низкого каскада выравнивается. Высокое давление в испарителе является вредным для работы компрессора, поэтому его ограничивает регулятор давления в картере KVL (9).
Жидкость, образовавшаяся в конденсаторе-испарителе, поступает в испаритель находящийся в рабочем объёме (Рис. 4).
Работа одноступенчатой холодильной машины происходит следующим образом. Газ сжимается компрессором (10) до давления конденсации. Проходя через конденсатор воздушного охлаждения (11) газ превращается в жидкость, которая поступает в испаритель, находящийся в рабочем объёме (см. описание к Рис. 4).
Система автоматики камеры производит выбор устройств для включения в зависимости от уставки и фактической температуры в камере. Выделяются 6 температурных порогов, обозначаемых T1..T6. Значения температур указанные на Рис. 6 справа уточняются в ходе пусконаладочных испытаний и не подлежат изменению в дальнейшем.

Рис.6. Температурные зоны работы устройств камеры

### Системы поддержания относительной влажности
Для поддержания относительной влажности используется устройство увлажнения: парогенератор, и устройство осушения: фреоновый осушитель.
Парогенератор представляет собой самостоятельное изделие, предназначенное для производства водяного пара путём кипячения воды. Парогенератор оснащён системой локальной автоматики, производящей диагностику парогенератора и управление паропроизводительностью в зависимости от полученного от контроллера сигнала. Среди функций диагностики: контроль наличия воды, контроль состояния ТЭНа, контроль жёсткости воды. В случае фиксирования одной из перечисленных неисправностей, система автоматики парогенератора выдаёт аварийный сигнал в систему управления камерой. Регулирование паропроизводительности осуществляется путём подачи аналогового управляющего сигнала (0...10 В или 4...20 мА) с контроллера камеры. В зависимости от уровня этого сигнала производительность парогенератора меняется от 0,2 до 2 кг пара в час.
Схема систем поддержания относительной влажности (Рис. 7) работает в зависимости от уставок и показаний датчиков температуры ТЕ и влажности МЕ. Поддержание температуры осуществляется ТЭНом (6), работающим по ПИД закону регулирования. В случае, если температура в рабочем объёме превышает заданную, начинает работать одноступенчатая холодильная машина с компрессором 1, с помощью соленоидного клапана 8, подающая фреон в охладитель 5. Соленоидный клапан 8 работает в режиме широтно-импульсной модуляции. Для того, чтобы не останавливать компрессор холодильной машины при закрытом клапане 8, производится открытие клапана 9 и фреон поступает в теплообменник для отвода избыточной холодопроизводительности, где она компенсируется ТЭНом (11).
Поддержание относительной влажности осуществляется с помощью парогенератора, который через специальный распределительный патрубок подаёт пар в камеру в зависимости от сигнала регулятора МС, получающего информацию от датчика влажности МЕ. В случае, если относительная влажность в камере повышена, используется осушитель. Он представляет собой змеевик специальной конфигурации (4), на котором в капельной форме оседает влага. Осевшая влага удаляется из камеры через специальную трубку. В осушитель подаётся фреон от одноступенчатой холодильной машины. Соленоидный вентиль (7) при этом работает в режиме широтно-импульсной модуляции по ПИ закону регулирования. Для того, чтобы не останавливать компрессор холодильной машины при закрытом клапане 7, производится открытие клапана 9 и фреон поступает в теплообменник для отвода избыточной холодопроизводительности, где она компенсируется ТЭНом (11).

Рис.7. Схема систем поддержания влажности

## Типы и их особенности
Существует довольно широкая гамма типов климатических камер, имитирующих различные климатические условия (включая суточные колебания температуры/влажности, давления и пр.) Однако, наиболее распространены камеры тепла/холода/влаги (ТХВ) и тепла/холода (ТХ).
- Тепла
- Тепла-холода-влаги
- Тепла-холода
- Тепла-влаги
- Шоковой заморозки
- Барокамера

### Камера солнечной радиации
Камера солнечной радиации имитирует воздействие солнечных лучей на тестируемые материалы. Она предназначена для оценки долговечности материалов и их устойчивости к деструктивному воздействию Солнца.
Источником излучения служат ксеноновые лампы дугового типа в диапазоне от 260 до 780 нм. Мощность ламп варьируется от 700 до 5000 Вт. Зачастую лампы имеют систему охлаждения (водяное или воздушное). Камеры солнечной радиации QSUN оснащены одной или тремя лампами. В отличие от везерометров QUV с УФ-лампами, камеры солнечной радиации QSUN используются для светостойкости материалов и покрытий и оценки потери цвета.
Широкое применение камеры солнечной радиации QSUN находят в авиастроении, лакокрасочной промышленности, автомобилестроении, текстильном производстве.